# Willeman
Willeman település Franciaországban, Pas-de-Calais megyében. Lakosainak száma 182 fő (2022. január 1.). Willeman Incourt, Fillièvres, Fresnoy, Humières, Linzeux, Neulette, Noyelles-lès-Humières, Œuf-en-Ternois, Vieil-Hesdin és Wail községekkel határos.

## Népesség
A település népessége az elmúlt években az alábbi módon változott:
| Lakosok száma | 178  | 181  | 183  | 188  | 184  | 183  | 183  | 182  | 182  |
|               | 2013 | 2015 | 2016 | 2017 | 2018 | 2019 | 2020 | 2021 | 2022 |